# Struthers, Ohio
Struthers là một thành phố thuộc quận Mahoning, tiểu bang Ohio, Hoa Kỳ. Năm 2010, dân số của thành phố này là 10713 người.

## Dân số
- Dân số năm 2000: 11756 người.
- Dân số năm 2010: 10713 người.